# Taubertal 100
Der Taubertal 100 ist ein regelmäßig am ersten Oktoberwochenende stattfindender Ultramarathon, der überwiegend entlang des Taubertalradwegs verläuft. Er gilt als einer der schönsten und schnellsten Ultramarathons der Welt, bei dem schon mehrere Bestleistungen auf der 100-Meilen-Distanz – bei der mit 160,93 km fast vier Marathondistanzen gelaufen werden – aufgestellt wurden.

## Geschichte
Der Ultramarathon „Taubertal 100“ findet seit 2014 jeweils am ersten Oktoberwochenende statt. Initiator und Veranstalter des Taubertal 100 ist Hubert Beck aus Lauda-Königshofen. Eine 100-Meilen-Distanz gibt es seit der vierten Auflage im Jahre 2017. Im Jahr 2018 fand der fünfte Taubertal 100 statt, bei dem 241 Läufer das Rennen beendeten. Dabei wurden auf der 100-Meilen-Distanz zwei Landesrekorde inoffiziell unterboten und die weltweit zweitschnellste jemals bei den Damen gelaufene Zeit erzielt.
Die beiden 100-km-Ultralauf-Klassiker "Bieler Lauftage" in der Schweiz und der "Taubertal 100" in Deutschland vereinbarten im Jahre 2019 eine Kooperation und planen zukünftig jährlich die Biel-Taubertal Challenge durchzuführen. Im Jahre 2019 absolvierten 23 Läufer und Läuferinnen die Biel-Taubertal Challenge. Aufgrund der COVID-19-Pandemie in Deutschland musste der "Taubertal 100" im Oktober 2020 abgesagt werden.

## Strecke

### Profil und Charakteristika
In vier verschiedenen Distanzen (100 Meilen; 100, 71 und 50 Kilometer) wird der Ultramarathon Taubertal 100 jeweils in Rothenburg ob der Tauber (im Landkreis Ansbach) gestartet, bevor die Strecke überwiegend entlang des Taubertalradwegs durch den Main-Tauber-Kreis im fränkisch geprägten Nordosten Baden-Württembergs verläuft. Der 100-Meilen-Lauf führt auf etwa 161 Kilometern von Rothenburg bis nach Gemünden am Main im Landkreis Main-Spessart, der 100-km-Lauf nach Wertheim, der 71-km-Lauf nach Tauberbischofsheim und der 50-km-Lauf nach Bad Mergentheim. 50 km, 100 km und 100 Meilen wurden mit dem IAU-Bronze-Label ausgezeichnet.
Die Punkt-zu-Punkt-Strecken des Taubertal 100 sind offiziell vermessen aber nicht bestenlistenfähig. Start und Ziel weichen mehr als 50 % Luftlinie zu den Renndistanzen ab. Auf ihnen erzielte Rekorde über 50 km und 100 km werden deshalb nach IAAF-Regel 260.21 nicht anerkannt und können allein als Welt- oder Landesbestleistung deklariert werden. Eine Ausnahme bildet ab 2019 die 100-Meilen-Distanz: Nach Verlegung des Zielpunkts vom Marktplatz in Gemünden am Main zur Burg Adolphsbühl in Adelsberg werden alle IAAF-Regeln eingehalten.
Alle 500 Meter befindet sich eine Straßen-Markierung, jeder Kilometer ist ausgeschildert und jede Abbiegung ist dreifach markiert, bei Nacht mit Reflektorbändern. Bei verschiedenen Checkpoints ist jeweils eine sogenannte Cut-Off-Zeit einzuhalten, welche die langsamste vorgegebene Zeit für den 100-Meilen-Lauf darstellt. Wer die Cut-Off-Zeit überschreitet, wird disqualifiziert. Für den Taubertal 100 können sich Läufer mit folgendem Laufnachweis aus dem Vorjahr qualifizieren:
- bis 100 km: ein Ultralauf, egal welche Distanz oder Zeit, oder ein Marathonlauf in unter 5 Stunden.
- 100 Meilen: 100 km in unter 13 Stunden.
- Höhenmeter werden dabei mit 6 min/100 HM angerechnet.

Alle Läufe starten samstagmorgens gemeinsam. Die Siegerehrung des 100-, 71- und 50-km-Laufs findet samstagabends in der Burg Wertheim statt. Am Sonntagmittag findet in Gemünden am Main die Siegerehrung des 100-Meilen-Laufs statt.

Ultramarathon „Taubertal 100“ am Taubertalradweg (2018)
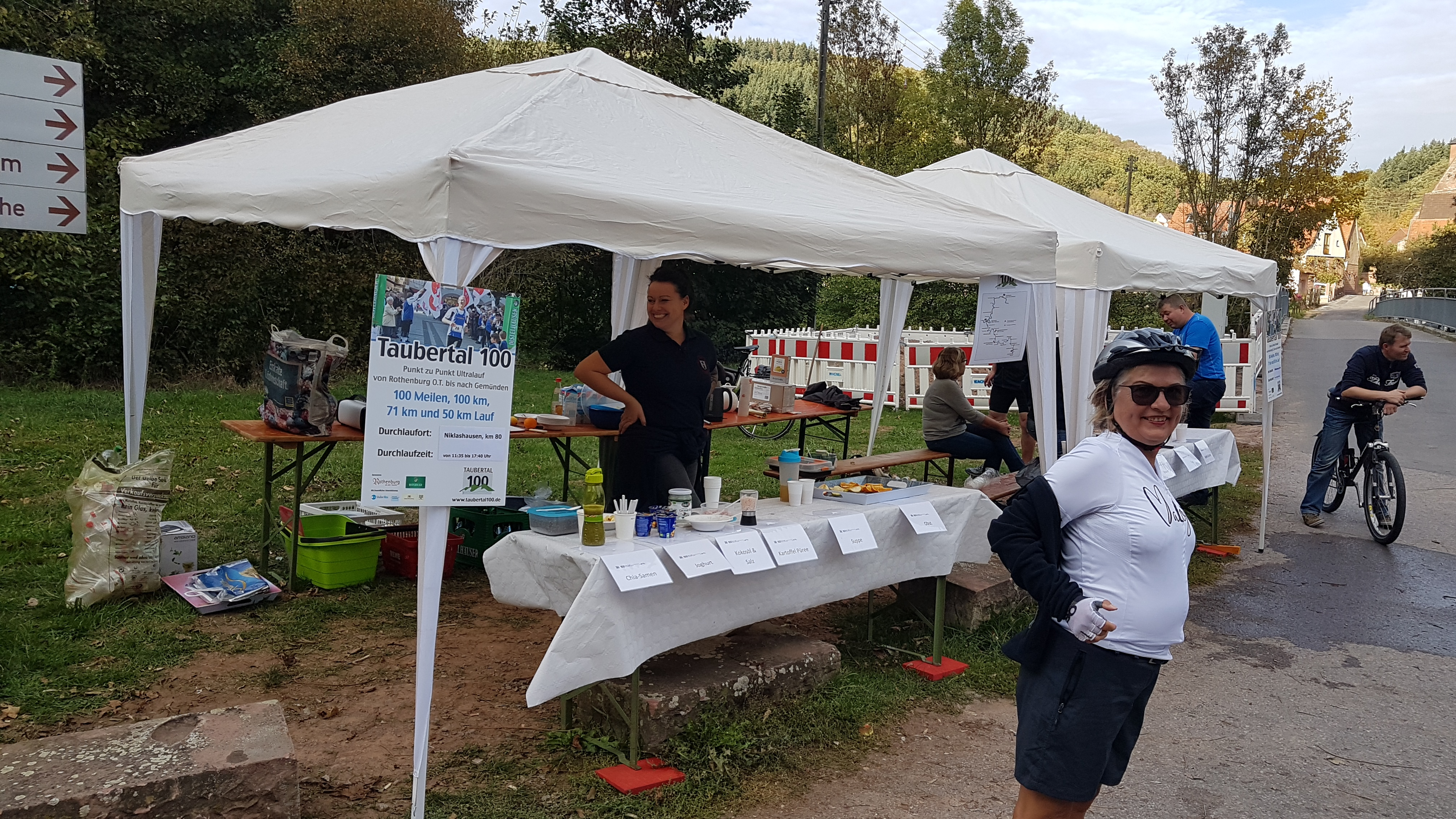
Verpflegungsstation (Checkpunkt Nr. 16) in Niklashausen
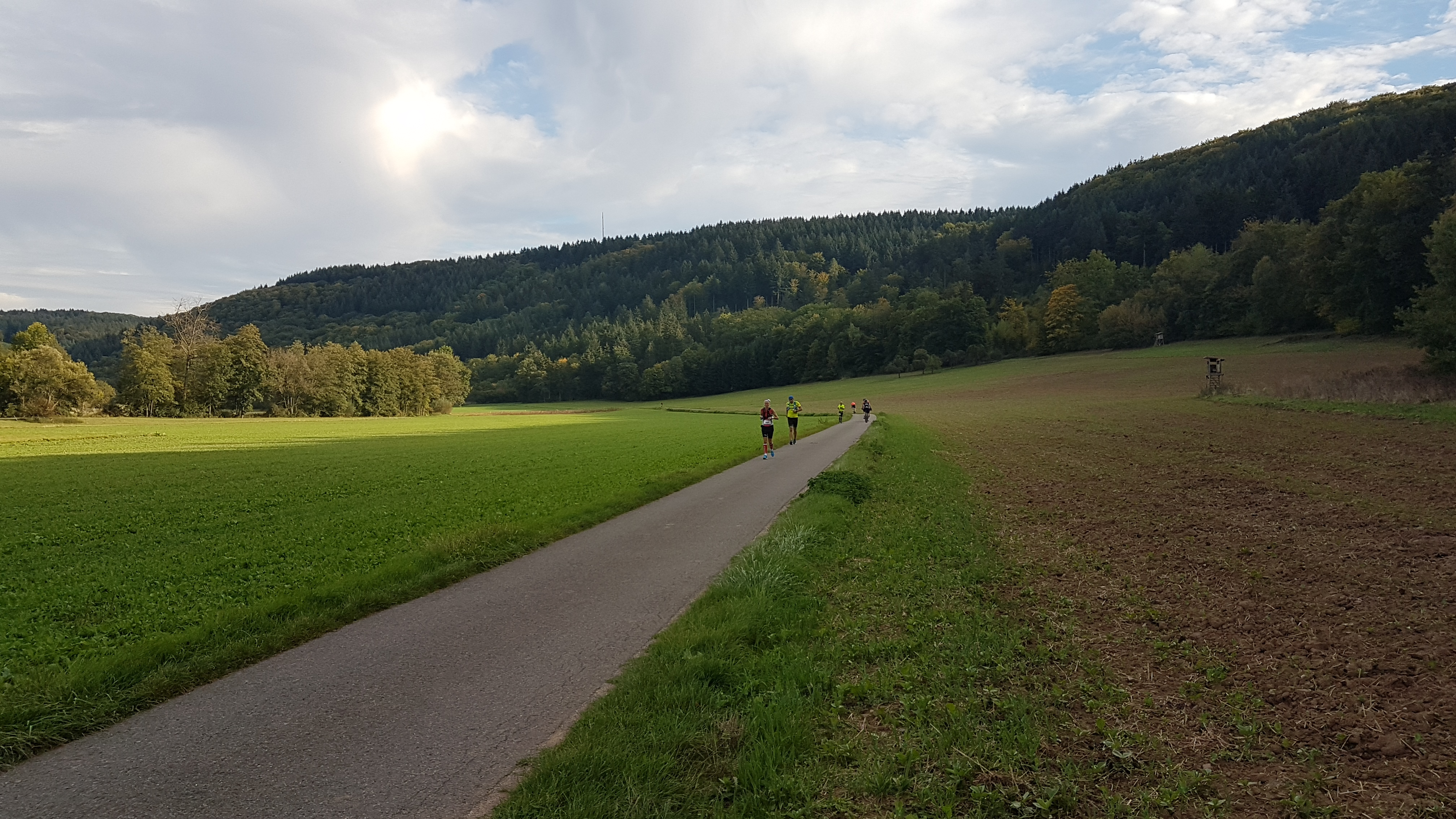
Teilnehmer kurz nach Gamburg am Taubertalradweg
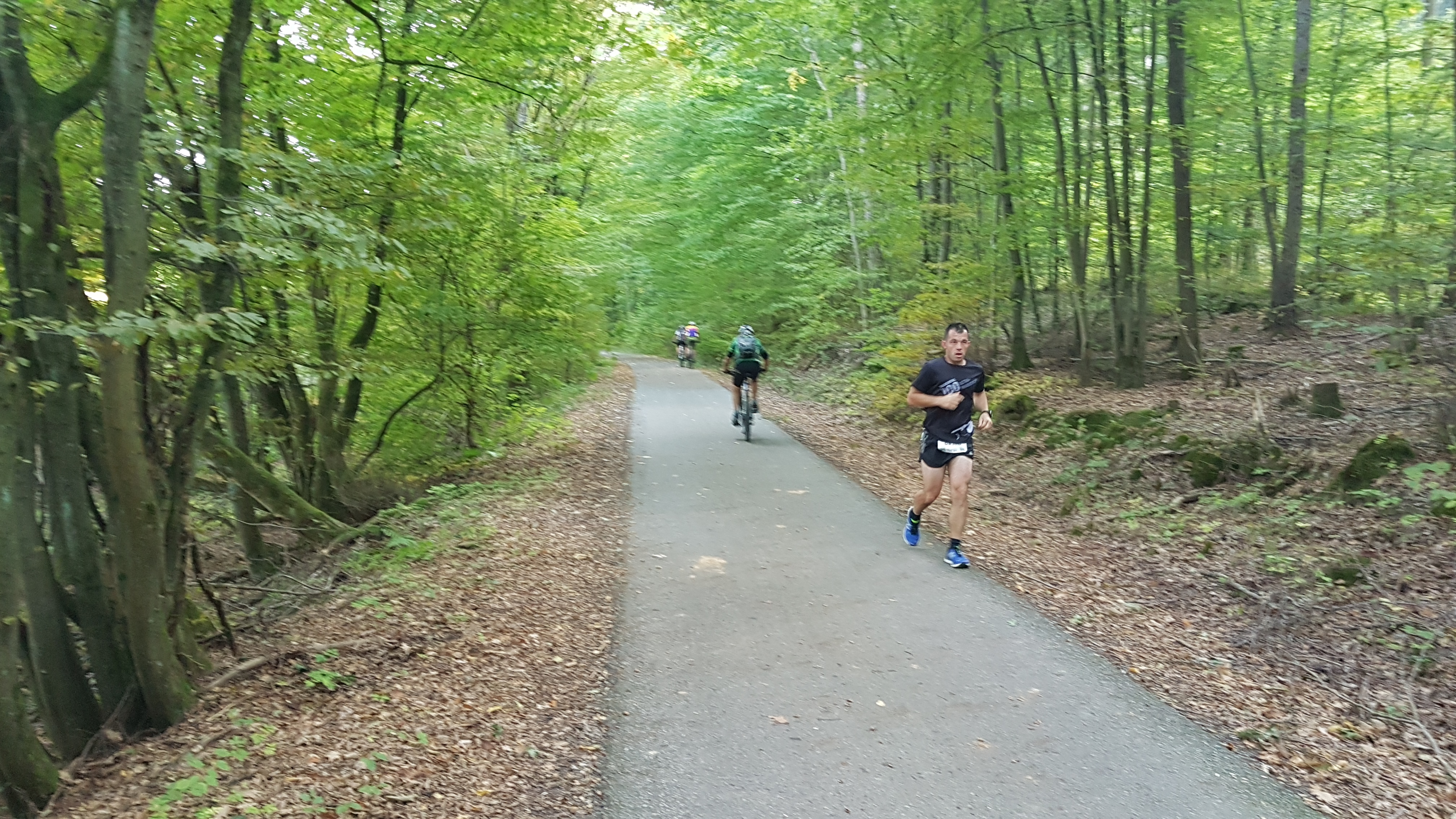
Teilnehmer zwischen Gamburg und Bronnbach
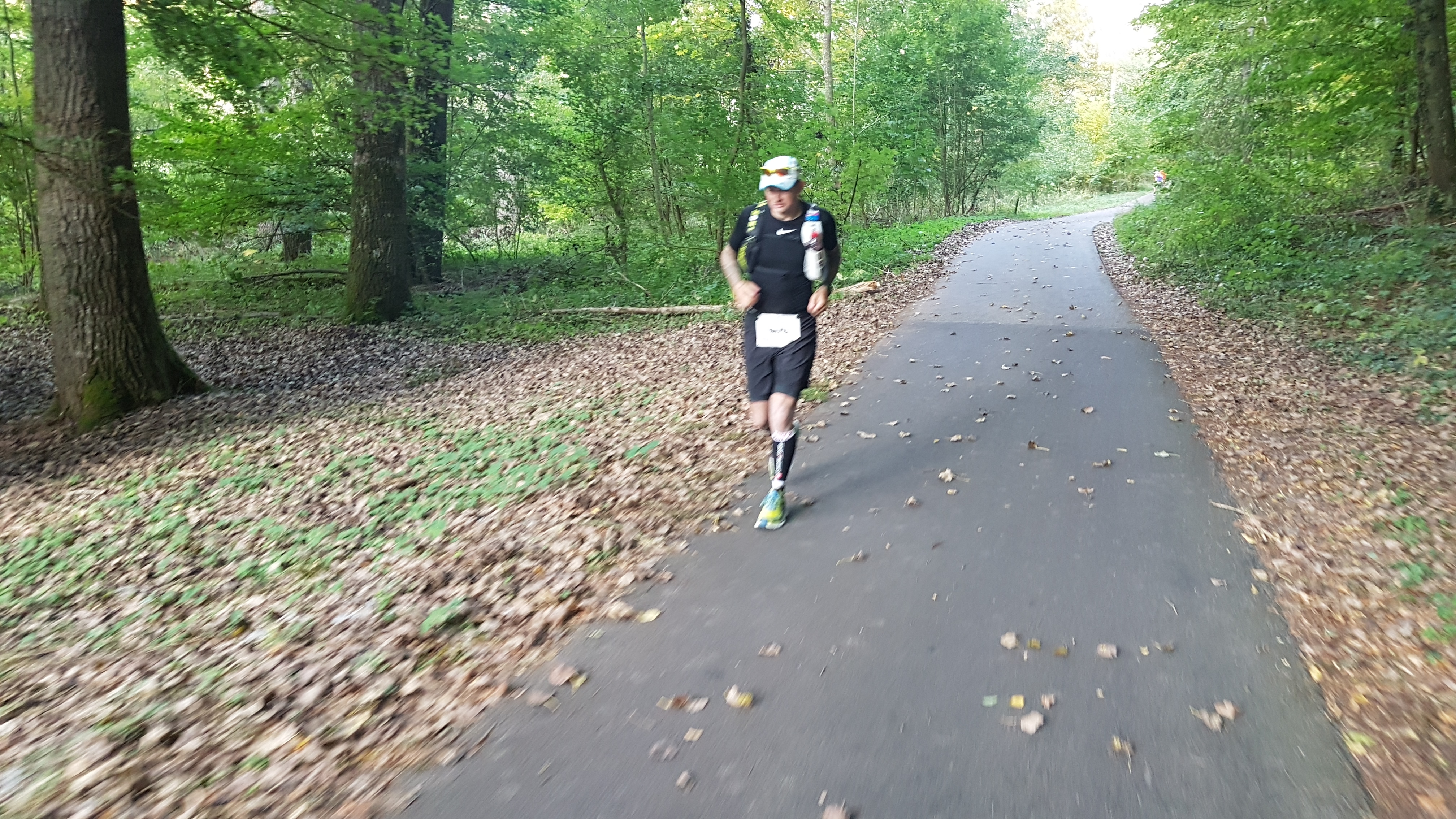
Teilnehmer kurz vor Bronnbach

### Streckenverlauf
Auf den vier verschiedenen Distanzen liegen die folgende Checkpunkte (CPs) mit Wasser bzw. Essen und Trinken sowie Servicestationen (DropBags) und Duschmöglichkeiten:
- Rothenburg ob der Tauber (Start)
  - Bettwar – CP1: Wasser
  - Tauberzell – CP2: Essen und Trinken
  - Archshofen – CP3: Wasser
  - Creglingen – CP4: Essen und Trinken, DropBag1: Servicestation
  - Bieberehren – CP5: Wasser
  - Röttingen – CP6: Essen und Trinken
  - Weikersheim – CP7: Wasser
  - Elpersheim – CP8: Essen und Trinken
  - Igersheim – CP9: Wasser
- Bad Mergentheim (Ziel: 50-km-Lauf[1]) – CP10: Essen und Trinken, DropBag2: Servicestation
  - Edelfingen – CP11: Wasser
  - Königshofen – CP12: Essen und Trinken
  - Lauda – CP13: Wasser
- Tauberbischofsheim (Ziel: 71-km-Lauf[2]) – CP14: Essen und Trinken, DropBag3: Servicestation und Duschmöglichkeit
  - Hochhausen – CP15: Wasser
  - Niklashausen – CP16: Essen und Trinken
  - Gamburg – CP17: Wasser
  - Bronnbach – CP18: Essen und Trinken
  - Reicholzheim – CP19: Wasser
- Wertheim (Ziel: 100-km-Lauf[3]) – CP20: Essen und Trinken, DropBag4: Servicestation und Duschmöglichkeit; Übernachtungsmöglichkeit (Turnhalle) und Siegerehrung des 50-, 71- und 100-km-Laufs mit Ritteressen auf der Burg Wertheim
  - Bettingen – CP21: Essen und Trinken
  - Marktheidenfeld – CP22: Essen und Trinken
  - Zimmern – CP23: Essen und Trinken
  - Lohr am Main – CP24: Essen und Trinken
  - Hofstetten – CP25: Essen und Trinken
- Adelsberg (Ziel: 100-Meilen-Lauf bei Burg Adolphsbühl[4]) – CP26: Essen und Trinken, DropBag5: Servicestation und Duschmöglichkeit; Übernachtungsmöglichkeit und Siegerehrung des 100-Meilen-Laufs

## Statistik

### Streckenrekorde
| Strecke           | Rekordzeit | Name (Nationalität)               | Verein/Team              | Jahr |
| ----------------- | ---------- | --------------------------------- | ------------------------ | ---- |
| 100 Meilen Männer | 13:23:53 h | Serhii Popov ( Ukraine)           | Salomon Running Club     | 2021 |
| 100 Meilen Frauen | 13:35:31 h | Nele Alder-Baerens ( Deutschland) | Ultra Sport Club Marburg | 2018 |
| 100 km Männer     | 07:17:33 h | Jan-Albert Lantink ( Niederlande) | MPM-Hengelo Niederlande  | 2016 |
| 100 km Frauen     | 07:44:34 h | Nele Alder-Baerens ( Deutschland) | Ultra Sport Club Marburg | 2017 |
| 071 km Männer     | 04:55:59 h | Karsten Fischer ( Deutschland)    | SSC Hanau-Rodenbach      | 2016 |
| 071 km Frauen     | 06:04:54 h | Kathrin Schichtl ( Österreich)    | Salomon Running Club     | 2017 |
| 050 km Männer     | 03:07:52 h | Niels Bubel ( Deutschland)        | Die Laufpartner          | 2016 |
| 050 km Frauen     | 03:27:41 h | Nele Alder-Baerens ( Deutschland) | Ultra Sport Club Marburg | 2016 |

### Landesbestleistungen
Deutschland
- 2018 lief Nele Alder-Baerens mit einer Zeit von 13:35:31 h um 1:27 h schneller als Sigrid Lomsky bei ihrem seit 2003 bestehenden deutschen Rekord auf der 100-Meilen-Distanz. (15:02:30 h).[6][7][Anm. 1]

 England
- 2018 lief Tracy Michelle Dean aus England mit ihrem zweiten Platz auf der 100-Meilen-Distanz in 14:48:17 h die zweitschnellste Zeit der Frauen in England.[6][7][Anm. 1]

### Landesrekorde
Ukraine
- 2021 lief Serhii Popov aus der Ukraine auf der 100 Meilen-Distanz in 13:23:53h einen ukrainischen Rekord.

### Weltbestleistungen
- 2018 lief Nele Alder-Baerens beim Taubertal 100 auf der 100-Meilen-Distanz mit einer Zeit von 13:35:31 h die zweitschnellste Laufzeit der Welt bei den Damen. Noch ein Jahr zuvor wäre die Laufzeit von Alder-Baerens Weltbestleistung gewesen, die 25 Jahre lang von Ann Trason (13:47 h) gehalten und erst 2017 von der Amerikanerin Camille Herron in den USA auf 12:42 h verbessert worden ist.[6][7][Anm. 1]

### Weltrekorde
- 2019 lief Jan-Albert Lantink (NLD) einen Weltrekord in der Altersklasse M 60 über 100 Meilen in 13:59:44 h.
- Ein geplanter Weltrekordversuch von Camille Herron 2021 konnte wegen einer Lebensmittelvergiftung der Athletin, 5 Tage vor dem Start, nicht umgesetzt werden.

### Siegerlisten

#### 50 km Männer
| Datum        | 1. Platz                   | Zeit (h) | 2. Platz               | Zeit (h) | 3. Platz               | Zeit (h) |
| ------------ | -------------------------- | -------- | ---------------------- | -------- | ---------------------- | -------- |
| 2. Okt. 2021 | Benjamin Luber (DEU)       | 3:43:44  | John Mohr (DEU)        | 4:04:52  | Thomas Woppert (DEU)   | 4:26:46  |
| 5. Okt. 2019 | Mario Müller (DEU)         | 3:42:00  | Stefan Skale (DEU)     | 4:11:56  | Ulrich Schmalz (DEU)   | 4:25:00  |
| 6. Okt. 2018 | Jacek Bedkowski (POL)      | 3:27:14  | Jan Bach (DEU)         | 4:27:44  | Jörg Zinnecker (DEU)   | 4:28:44  |
| 7. Okt. 2017 | Stefan Birzele (DEU)       | 3:56:05  | Norbert Mößner (DEU)   | 3:58:08  | Christian Wagner (DEU) | 4:13:47  |
| 1. Okt. 2016 | Niels Bubel (DEU)          | 3:07:52  | Gerrit Wegener (DEU)   | 3:11:33  | Carsten Stegner (DEU)  | 3:13:41  |
| 3. Okt. 2015 | Georg Kunzfeld (DEU)       | 3:34:43  | Christian Wagner (DEU) | 3:58:11  | Daniel Raum (DEU)      | 4:03:07  |
| 4. Okt. 2014 | Christian Schlehlein (DEU) | 4:10:48  | Heiko Völkl (DEU)      | 4:47:14  | Benno Schneider (DEU)  | 5:17:52  |

#### 50 km Frauen
| Datum        | 1. Platz                      | Zeit (h) | 2. Platz                | Zeit (h) | 3. Platz               | Zeit (h) |
| ------------ | ----------------------------- | -------- | ----------------------- | -------- | ---------------------- | -------- |
| 2. Okt. 2021 | Lora Reitblat (DEU) (3. Sieg) | 4:22:49  | Sabine Pfaffinger (DEU) | 4:25:25  | Katharina Krüger (DEU) | 4:26:43  |
| 5. Okt. 2019 | Jessica Göttel (DEU)          | 4:33:14  | Lora Reitblat (DEU)     | 4:35:08  | Nicole Sieg (DEU)      | 5:12:24  |
| 6. Okt. 2018 | Lora Reitblat (DEU) (2. Sieg) | 4:44:48  | Sabine Fieker (DEU)     | 4:57:37  | Anuschka Ronner (NLD)  | 5:06:12  |
| 7. Okt. 2017 | Lora Reitblat (DEU)           | 4:29:11  | Ivonne Vorath (DEU)     | 4:51:36  | Patricia Kusatz (DEU)  | 5:03:03  |
| 1. Okt. 2016 | Nele Alder-Baerens (DEU)      | 3:27:41  | Branka Hajek (DEU)      | 3:44:56  | Almut Dreßler (DEU)    | 3:53:06  |
| 3. Okt. 2015 | Silke Windecker (DEU)         | 4:48:25  | Conny Ohr (DEU)         | 5:59:20  | – 1                    | –        |
| 4. Okt. 2014 | Nicole Benning (DEU)          | 4:31:21  | Heike Rißler (DEU)      | 4:42:55  | Sybille Krause (DEU)   | 5:24:40  |

#### 71 km Männer
| Datum        | 1. Platz                 | Zeit (h) | 2. Platz                | Zeit (h) | 3. Platz              | Zeit (h) |
| ------------ | ------------------------ | -------- | ----------------------- | -------- | --------------------- | -------- |
| 2. Okt. 2021 | Martin Mulzer (DEU)      | 5:19:56  | Mario Müller (DEU)      | 5:27:49  | Florian Zech (DEU)    | 5:46:53  |
| 5. Okt. 2019 | Marco Bscheidl (DEU)     | 5:21:36  | Daniel Schröder (DEU)   | 5:54:03  | Michael Tümmler (DEU) | 6:00:54  |
| 6. Okt. 2018 | Jan-Albert Lantink (NLD) | 5:00:46  | Stefan Mast (DEU)       | 5:39:41  | Peter Kronester (DEU) | 5:51:38  |
| 7. Okt. 2017 | Stefan Bergler (DEU)     | 5:23:18  | Niels Bubel (DEU)       | 5:24:21  | Matthias Knapp (DEU)  | 6:08:02  |
| 1. Okt. 2016 | Karsten Fischer (DEU)    | 4:55:59  | Christoph Lux (DEU)     | 5:37:10  | Michael Sommer (DEU)  | 5:37:10  |
| 3. Okt. 2015 | Daniel Schwitter (CHE)   | 6:07:13  | Roland Krauss (DEU)     | 6:43:23  | Ulrich Schmalz (DEU)  | 6:51:35  |
| 4. Okt. 2014 | Florian Bachmaier (DEU)  | 6:34:44  | Franz Holzleitner (DEU) | 8:20:10  | Andreas Nebel (DEU)   | 8:41:05  |

#### 71 km Frauen
| Datum        | 1. Platz                | Zeit (h) | 2. Platz                | Zeit (h) | 3. Platz                 | Zeit (h) |
| ------------ | ----------------------- | -------- | ----------------------- | -------- | ------------------------ | -------- |
| 2. Okt. 2021 | Sonja von Opel (DEU)    | 6:57:36  | Silvia Duro (DEU)       | 7:10:27  | Claudia Lederer (DEU)    | 7:32:58  |
| 5. Okt. 2019 | Brigitte Knapp (DEU)    | 6:53:48  | Bettina Degenhart (DEU) | 7:23:01  | Marion Fellmann (DEU)    | 7:41:18  |
| 6. Okt. 2018 | Andrea Schadewell (DEU) | 6:11:35  | Karin Waxenberger (DEU) | 6:32:32  | Jolanta Drzewinska (DEU) | 7:12:50  |
| 7. Okt. 2017 | Kathrin Schichtl (AUT)  | 6:04:54  | Mara Lückert (DEU)      | 6:12:52  | Verena Ullmann (DEU)     | 7:07:16  |
| 1. Okt. 2016 | Mara Lückert (DEU)      | 6:15:00  | Elisabeth Butz (DEU)    | 8:01:42  | Patricia Kusatz (DEU)    | 8:12:18  |
| 3. Okt. 2015 | Ursula Hotz (CHE)       | 7:27:31  | Claudia Ulrich (DEU)    | 7:38:13  | Cati Seiffert (DEU)      | 7:45:55  |
| 4. Okt. 2014 | Friederike Müller (AUT) | 6:41:31  | – 2                     | –        | –                        | –        |

#### 100 km Männer
| Datum        | 1. Platz                 | Zeit (h) | 2. Platz                 | Zeit (h) | 3. Platz                  | Zeit (h) |
| ------------ | ------------------------ | -------- | ------------------------ | -------- | ------------------------- | -------- |
| 1. Okt. 2022 | Holger Birkicht (DEU)    | 8:24:58  | Florian Kaltenbach (DEU) | 8:44:29  | Lars Kaweczynski (DEU)    | 8:44:30  |
| 2. Okt. 2021 | Christian Muth (DEU)     | 8:25:42  | Maximilian Lemmens (DEU) | 8:33:51  | Till Brunecker (DEU)      | 8:56:44  |
| 5. Okt. 2019 | Serhei Popov (UKR)       | 7:20:39  | Thomas Kröll (DEU)       | 8:27:48  | Martin Mulzer (DEU)       | 8:31:05  |
| 6. Okt. 2018 | Markus Küng (CHE)        | 8:08:40  | Gunther Frauendorf (DEU) | 8:44:54  | Mario Müller (DEU)        | 8:47:10  |
| 7. Okt. 2017 | Robbie Bell (NLD)        | 7:53:53  | Florian Felch (DEU)      | 8:00:40  | Martin Ruff (DEU)         | 8:48:14  |
| 1. Okt. 2016 | Jan-Albert Lantink (NLD) | 7:17:33  | Ernst Ekkehard (CHE)     | 8:44:04  | Marc Soba (DEU)           | 8:55:14  |
| 3. Okt. 2015 | Michael Sommer (DEU)     | 7:40:14  | Christoph Sell (DEU)     | 8:39:50  | Christian Schneider (DEU) | 9:13:30  |
| 4. Okt. 2014 | Volker Dittmar (DEU)     | 8:45:48  | Michael Dessler (DEU)    | 8:46:49  | Hilmar Langpeter (DEU)    | 9:19:52  |

#### 100 km Frauen
| Datum        | 1. Platz                 | Zeit (h) | 2. Platz                | Zeit (h) | 3. Platz                  | Zeit (h) |
| ------------ | ------------------------ | -------- | ----------------------- | -------- | ------------------------- | -------- |
| 2. Okt. 2021 | Magdalena Ziolek (POL)   | 8:54:50  | Nicole Berner (CHE)     | 9:49:00  | Evangelina Lotockyj (DEU) | 9:57:57  |
| 5. Okt. 2019 | Catherine Charlton (GBR) | 9:25:40  | Karin Waxenberger (DEU) | 10:16:30 | Jolanta Drzewinska (DEU)  | 10:36:54 |
| 6. Okt. 2018 | Miriam Kudermann (DEU)   | 9:21:55  | Nina Ropertz (DEU)      | 10:26:23 | Angelika Müller (DEU)     | 10:32:41 |
| 7. Okt. 2017 | Nele Alder-Baerens (DEU) | 7:44:34  | Katrin Filius (DEU)     | 9:41:28  | Miriam Kudermann (DEU)    | 9:57:17  |
| 1. Okt. 2016 | Simone Durry (DEU)       | 10:02:08 | Christine Kohnert (DEU) | 10:40:11 | Anke Scherbath (DEU)      | 10:53:12 |
| 3. Okt. 2015 | Kathrin Schichtl (AUT)   | 9:25:27  | Antje Müller (DEU)      | 9:46:57  | Angelika Hofmann (DEU)    | 10:26:15 |
| 4. Okt. 2014 | Rebecca Lenger (DEU)     | 10:27:10 | Judit Menz (DEU)        | 11:36:20 | Katrin Arnold (DEU)       | 14:28:40 |

#### 100 mi Männer
| Datum        | 1. Platz                 | Zeit (h) | 2. Platz               | Zeit (h) | 3. Platz               | Zeit (h) |
| ------------ | ------------------------ | -------- | ---------------------- | -------- | ---------------------- | -------- |
| 2. Okt. 2021 | Serhei Popov (UKR)       | 13:23:53 | Manfred Schott (DEU)   | 16:18:29 | Jesse Robbroeckx (BEL) | 17:57:22 |
| 5. Okt. 2019 | Jan-Albert Lantink (NLD) | 13:59:44 | Markus Küng (CHE)      | 16:56:06 | Zoltán Papp (HUN)      | 19:00:03 |
| 6. Okt. 2018 | Marcus Kreyer (DEU)      | 17:55:26 | Willi Klesen (DEU)     | 18:26:13 | Jens-Uwe Brack (DEU)   | 19:02:50 |
| 7. Okt. 2017 | Adam Zahoran (HUN)       | 13:47:51 | Hilmar Langpeter (DEU) | 16:47:51 | Ulrich Trodler (DEU)   | 17:13:36 |

#### 100 mi Frauen
| Datum        | 1. Platz                    | Zeit (h) | 2. Platz                  | Zeit (h) | 3. Platz              | Zeit (h) |
| ------------ | --------------------------- | -------- | ------------------------- | -------- | --------------------- | -------- |
| 2. Okt. 2021 | Paola Adelaide Leardi (ITA) | 19:05:31 | Purity Jenninger (KEN)    | 23:20:12 | Brigitte Schütz (DEU) | 23:29:48 |
| 5. Okt. 2019 | Linda Boros (HUN)           | 19:37:55 | Purity Jenninger (KEN)    | 25:20:00 | – 3                   | –        |
| 6. Okt. 2018 | Nele Alder-Baerens (DEU)    | 13:35:31 | Tracy Michelle Dean (GBR) | 14:48:17 | Alla Ginzburg (DEU)   | 20:08:57 |
| 7. Okt. 2017 | Timea Bontovics (HUN)       | 21:11:19 | Manuela Schmitz (DEU)     | 22:10:20 | Gabi Schumacher (DEU) | 23:21:07 |